# Mexicope kensleyi
Mexicope kensleyi is een pissebed uit de familie Acanthaspidiidae. De wetenschappelijke naam van de soort is voor het eerst geldig gepubliceerd in 1985 door Hooker.